# Živjeti (1968.)
Živjeti je hrvatski televizijski film redatelja Danijela Marušića prema pjesmi Živjeti iz zbirka pripovjetki Orfej u maloj bašti Petra Šegedina za Televiziju Zagreb. Snimanje se odvijalo tijekom 1968. i završeno 1969. Film je trebao biti premijerno prikazan krajem lipnja 1969., ali je rad na filmu prekinut tijekom montaže i zabranjen za prikazivanje. Problem je bio sam Šegedin koji u to vrijeme zbog svojih radova i uloga pridonošenju deklaraciji o nazivu i položaju hrvatskog književnog jezika izbačen iz saveza komunista.
Marušić je 1992. godine dovršio montažu zvuka, slikovnu i zvučnu montažu početka i završetka filma. Tada se i premijerno i zadnji put film prikazao na HRT-u u sklopu ciklusa premijere kojih nije bilo. Dana 18. studenoga 2024. film je po prvi puta nakon 30 godina ponovo prikazan na Trećem programu HRT-a.

## Glumačka postava
- Vanja Drach kao tajanstveni putnik
- Zdravka Krstulović kao Želja
- Miše Martinović kao slijepac
- Vladimir Puhalo kao Nikola
- Asja Kisić kao Don Markova supruga
- Lina Siminiatti kao Kate Gundulić